# Calcare di Zu
Il Calcare di Zu è una formazione stratigrafica affiorante nel Bacino Lombardo (Alpi meridionali), di età prevalentemente triassica superiore (Norico superiore - Retico), fino a Hettangiano inferiore, costituita da alternanze marnoso-calcaree deposte in ambiente di rampa a sedimentazione mista.

## Descrizione
L'aspetto tipico del Calcare di Zu è costituito da alternanze di marne grigio scure, meno frequentemente argilliti e argille marnose nerastre, e calcari marnosi o calcari grigio chiari. L'assetto litostratigrafico è marcatamente ciclico, e consta di cicli asimmetrici con base argilloso-marnosa (argilliti e marne fissili), spesso con lumachelle caotiche a molluschi (probabili livelli di tempestiti), passanti verso l'alto più o meno gradualmente a calcari marnosi e calcari dapprima in livelli decimetrici alternati a marne, poi in livelli sempre più spessi e amalgamati (thickening upward), sovente fossiliferi principalmente a molluschi, brachiopodi e coralli. Verso l'alto tende anche ad aumentare la granulometria del sedimento, da calcari micritici a supporto di matrice (mudstone, wackestone) a calcari particellari a supporto clastico (packestone, più raramente grainstone), ciò implicando un aumento dell'energia del mezzo per onde e correnti. I cicli sono spessi generalmente da alcuni metri a una ventina di metri, e si configurano come cicli shallowing upward. Il tenore in carbonato di calcio presenta il minimo alla base dei cicli e tende ad aumentare gradualmente verso l'alto, in direzione opposta rispetto alla presenza di fango terrigeno e al tenore di materia organica, che sono invece massimi nella parte basale e diminuiscono fino ad azzerarsi verso l'alto.

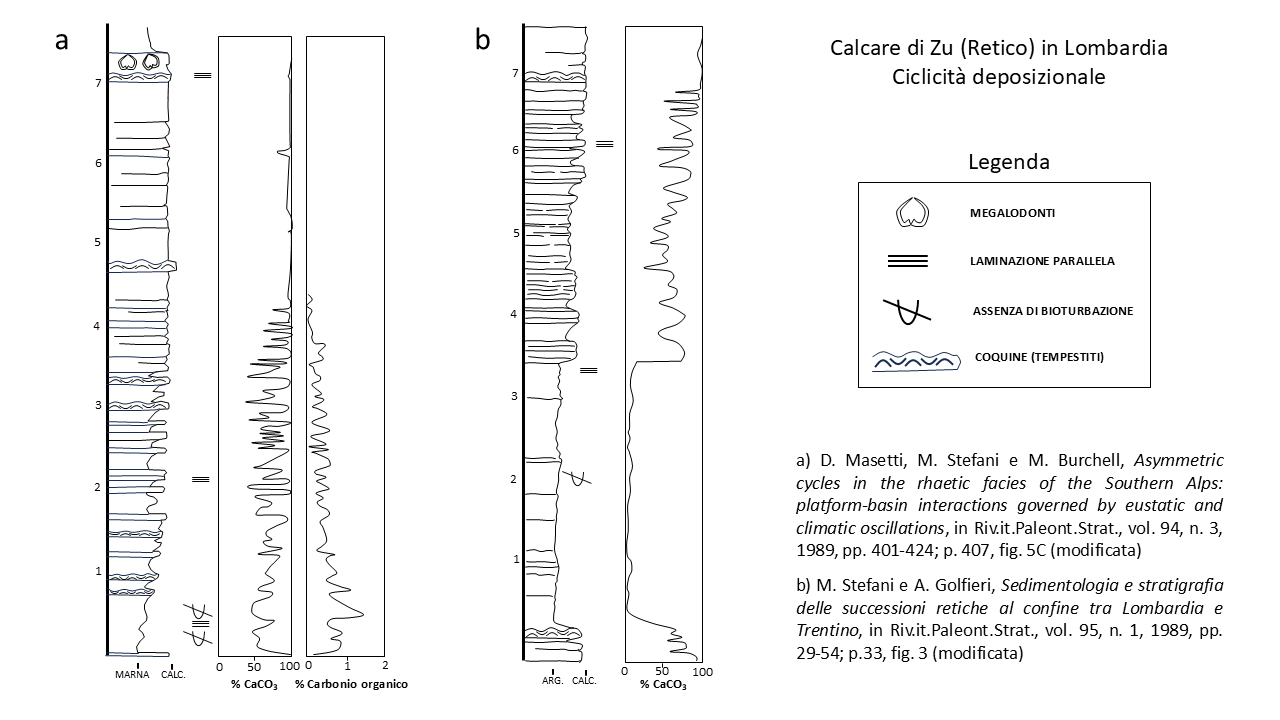
Schema che illustra due esempi di cicli deposizionali entro il Calcare di Zu. Scala in metri. Sono riportate, in forma di curve continue, misure di carbonato di calcio e carbonio organico eseguite lungo il profilo stratigrafico dei due cicli, dei quali si apprezza la configurazione asimmetrica. La base dei cicli è costituita da argille e/o marne ad elevato contenuto di materia organica, sedimentate su fondale anossico (bioturbazione assente); il contenuto in carbonato e la presenza di fossili, oltre che l'energia del mezzo (indicata dalla presenza di laminazioni e tempestiti), tendono ad aumentare verso l'alto. Il passaggio al ciclo successivo è brusco, con la comparsa improvvisa di argille o marne, talora con lumachelle a molluschi (tempestiti). Referenze nell'immagine.

L'assetto generale della formazione è anch'esso ciclico, e si configura nell'insieme in due litozone che costituiscono un doppio ciclo shallowing upward, con aumento progressivo dei carbonati, che culmina in due "banchi a coralli" spessi fino a 30–40 m; questi due cicli a grande scala indicano due successive fasi di progradazione delle facies di acque basse dominate da associazioni faunistiche di piattaforma carbonatica.

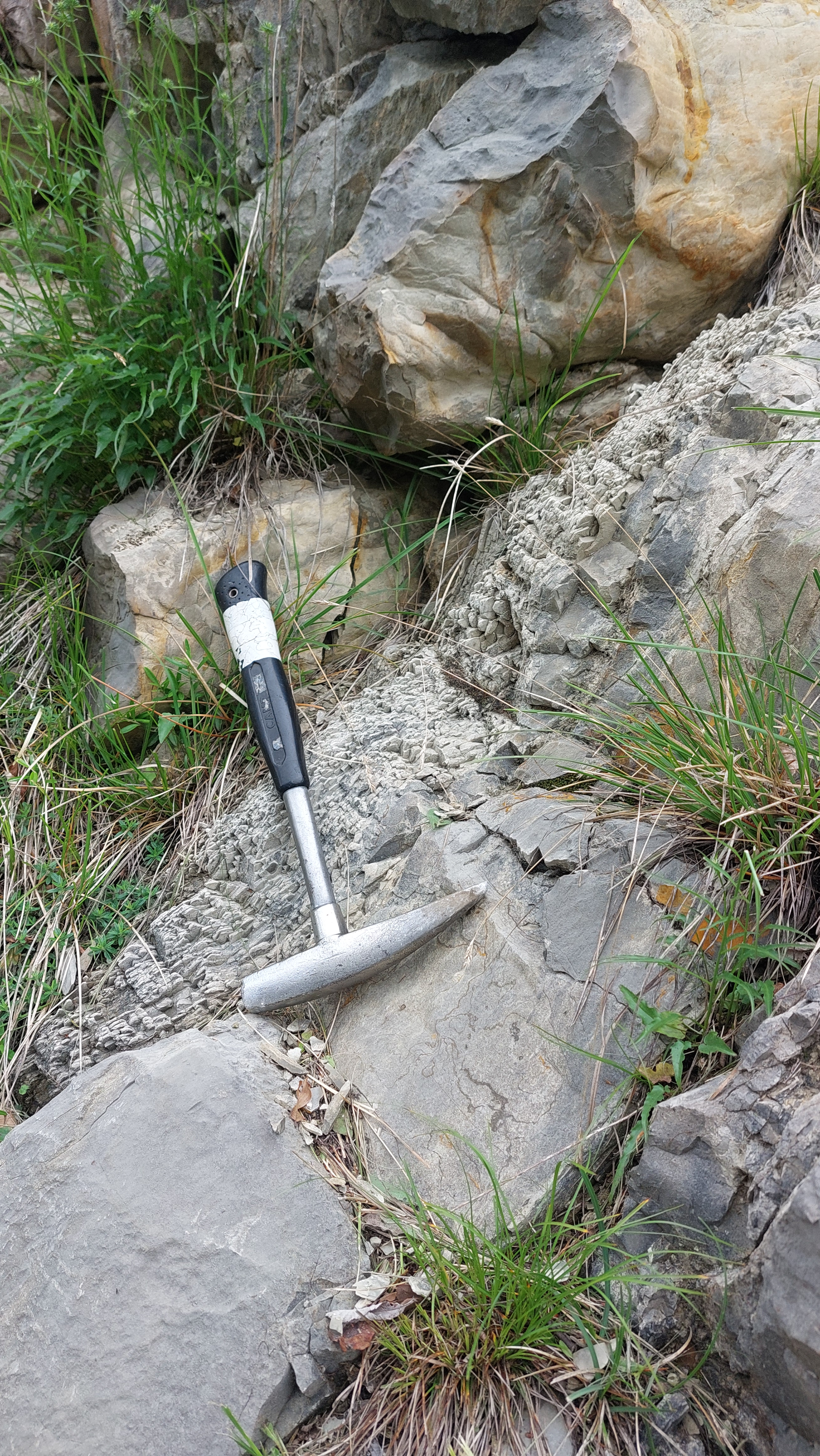
Alternanza tra livelli di marne grigie e calcari chiari nella parte medio-bassa di un ciclo del Calcare di Zu. Monte Cornizzolo (Alta Brianza).
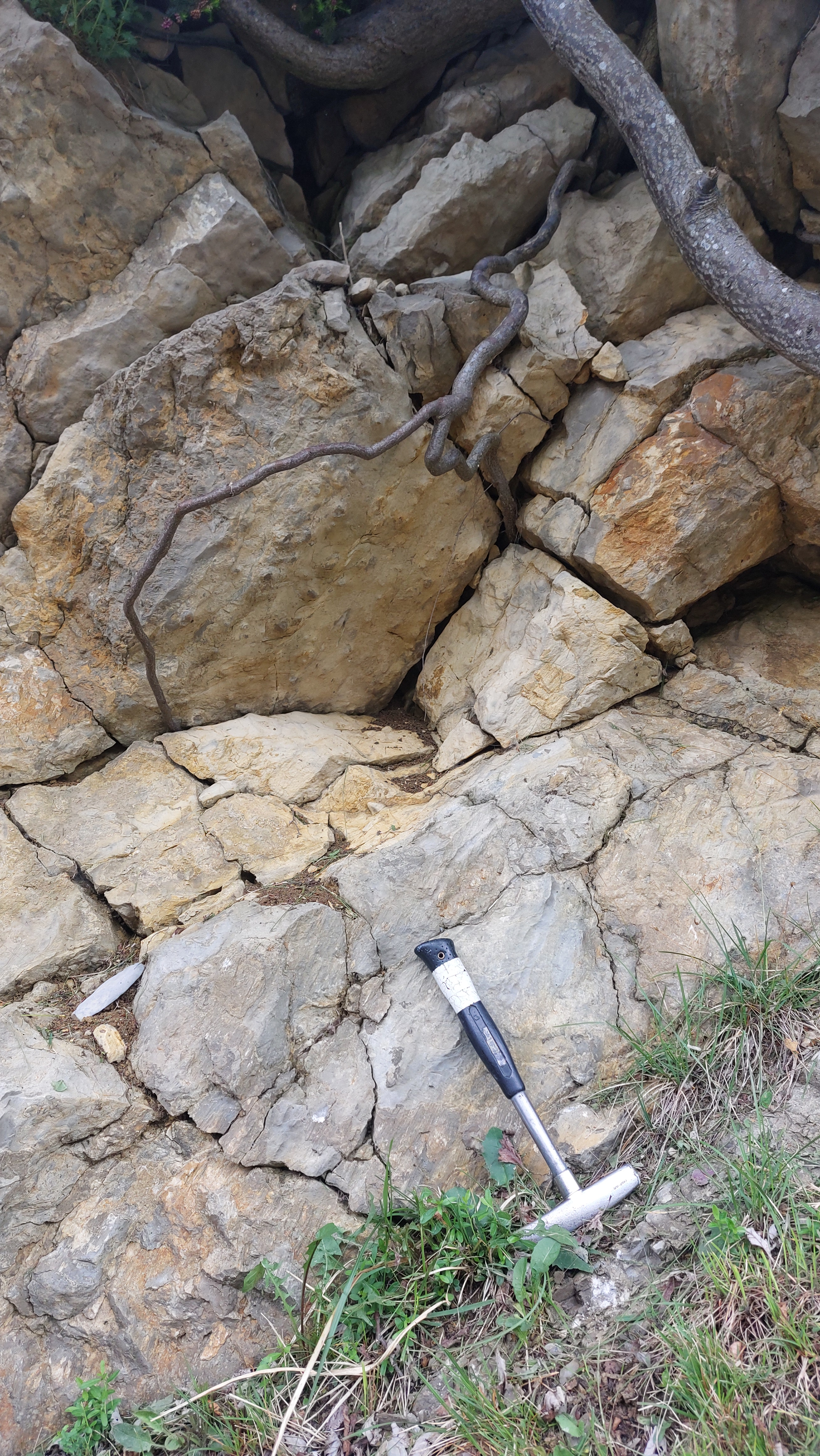
Transizione tra marne calcaree grigie e calcari nella parte intermedia di un ciclo del Calcare di Zu. Monte Cornizzolo (Alta Brianza).
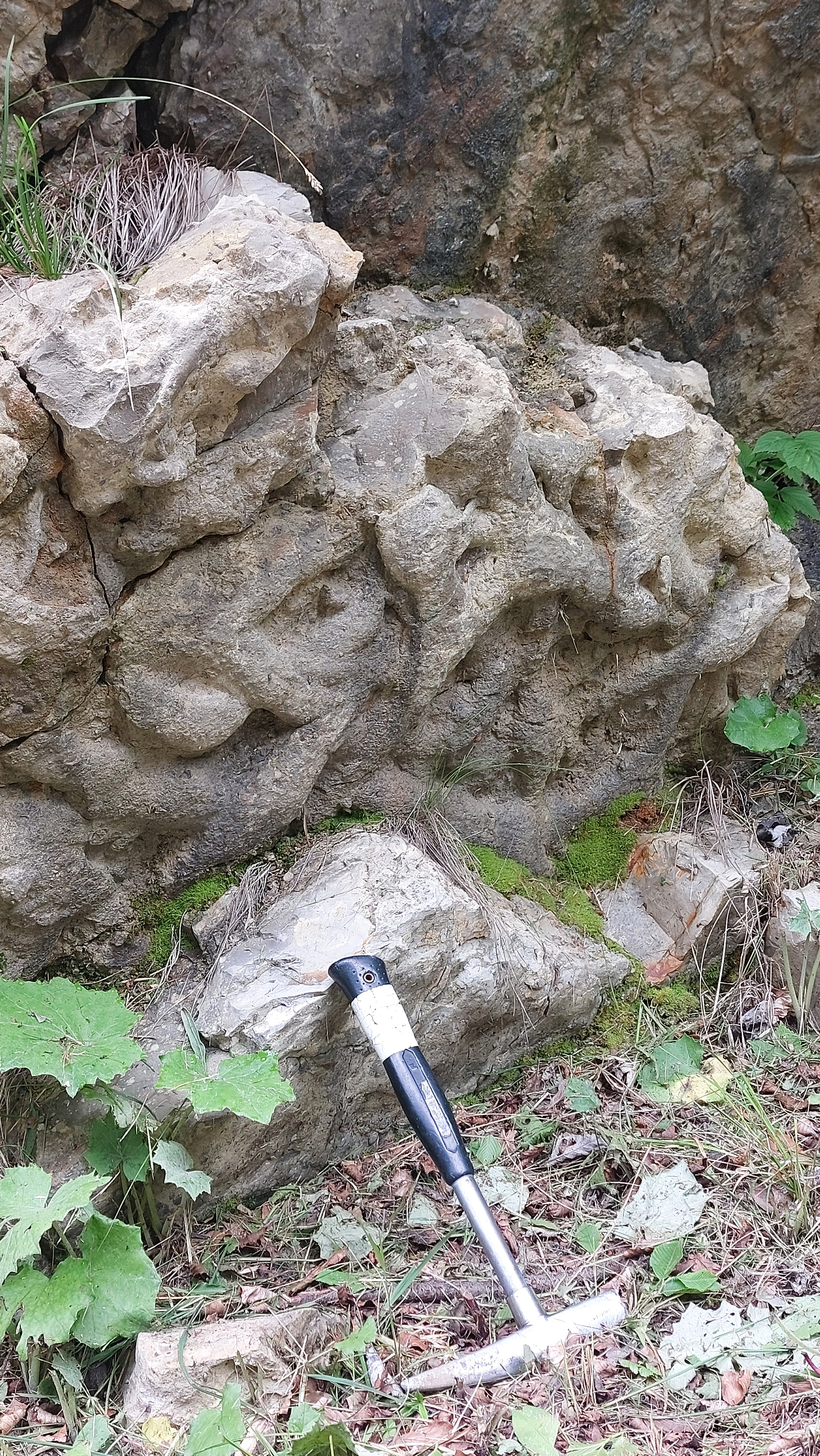
La base di un livello fortemente bioturbato nella parte intermedia di un ciclo.  Monte Cornizzolo (Alta Brianza).
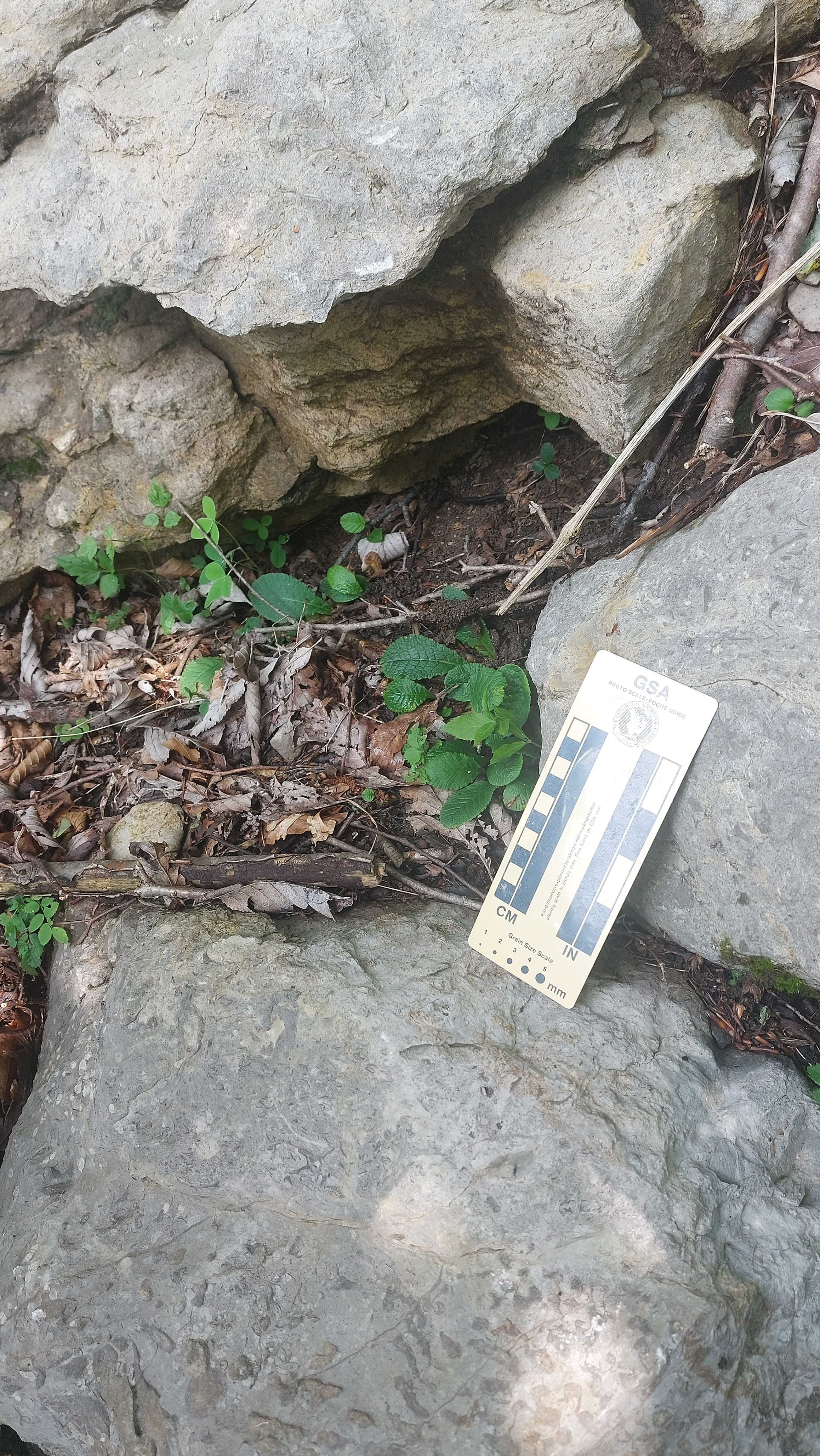
Transizione tra la sommità di un ciclo, costituita da una biocostruzione a coralli, e la base del ciclo successivo, costituita da livelli di tempestiti (livelli caotici a molluschi). Monte Cornizzolo-Monte Rai (Alta Brianza).
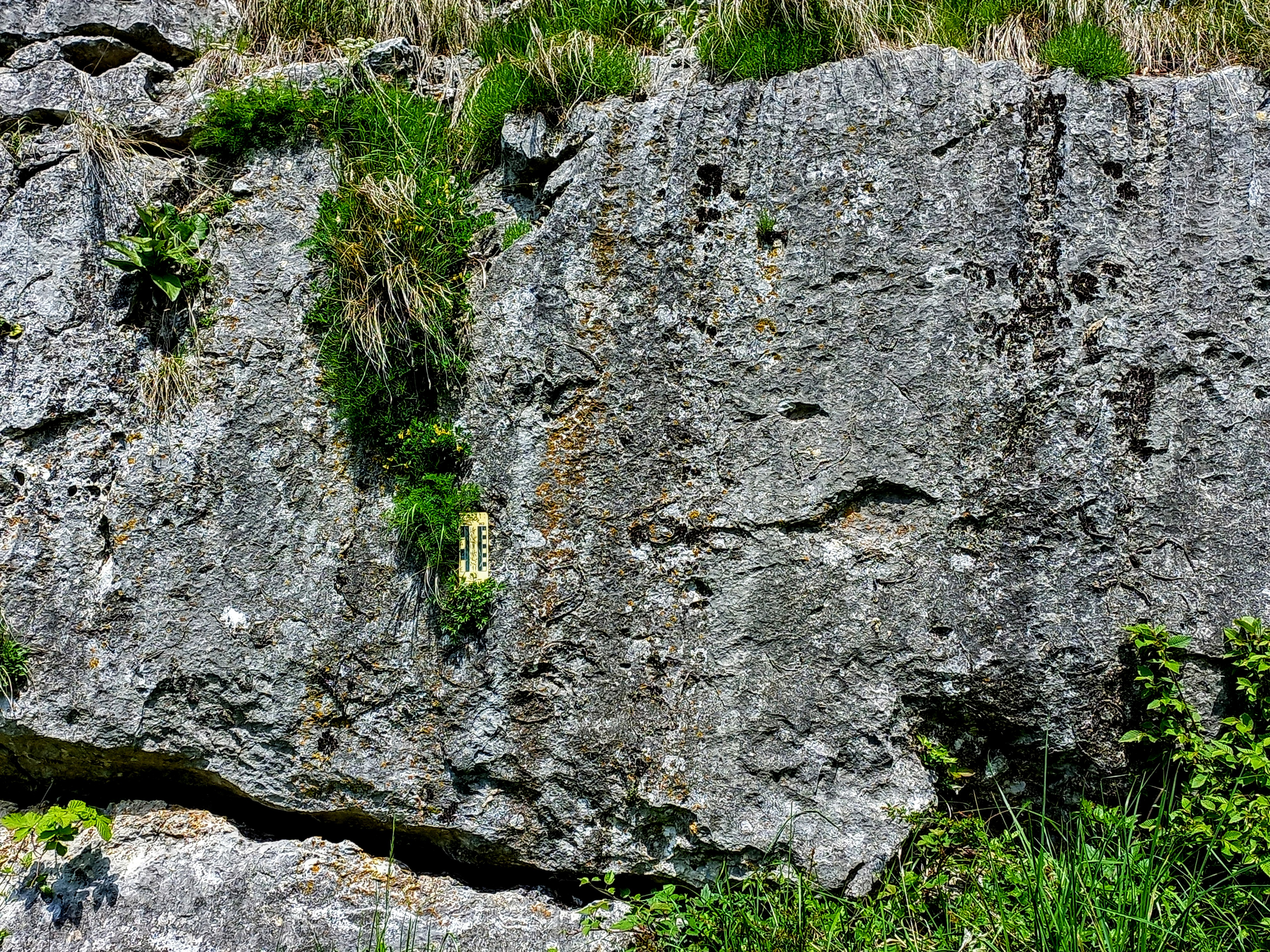
Bancone a grandi bivalvi (megalodontidi). Sasso Malascarpa (Alta Brianza).
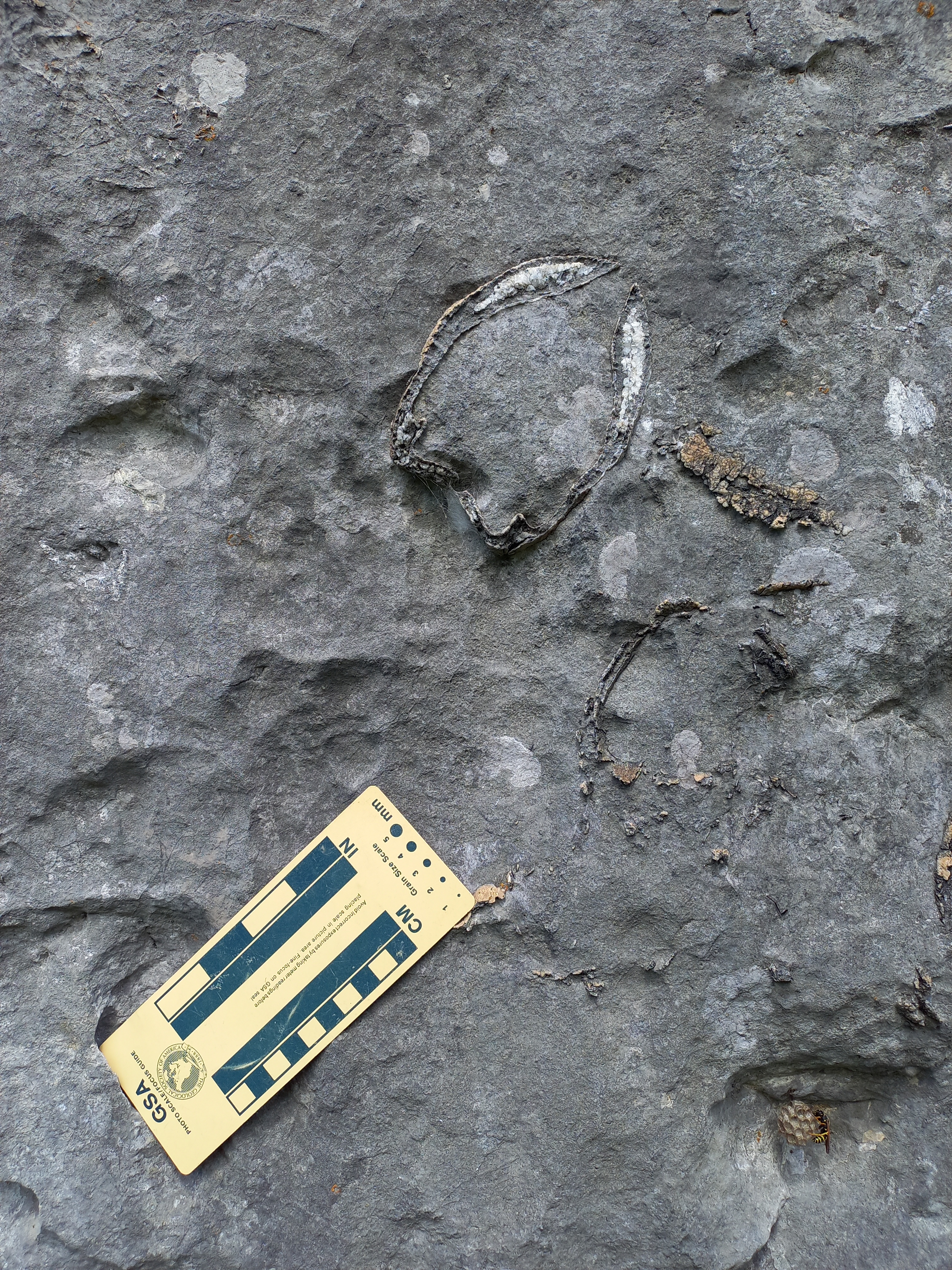
Particolare di banco a megalodontidi (Conchodon), con un esemplare in probabile posizione di vita (l'alto è verso la parte superiore della fotografia).

## Contenuto paleontologico
Il Calcare di Zu è riccamente fossilifero, soprattutto nelle parti alte delle due litozone cicliche shallowing upward in cui si articola l'unità. Nella parte bassa e intermedia dei cicli abbiamo soprattutto lumachelle, prevalentemente a lamellibranchi, interpretate come tempestiti; si tratta principalmente di forme endobionti, mentre nella parte alta dei cicli vi sono associazioni dominate da lamellibranchi epibionti. Verso la sommità dei due cicli a grande scala divengono comuni ricche associazioni a foraminiferi bentonici, molluschi (bivalvi, inclusi megalodonti), gasteropodi, brachiopodi, crinoidi, spugne calcaree, piccole biocostruzioni a coralli di dimensioni metriche.

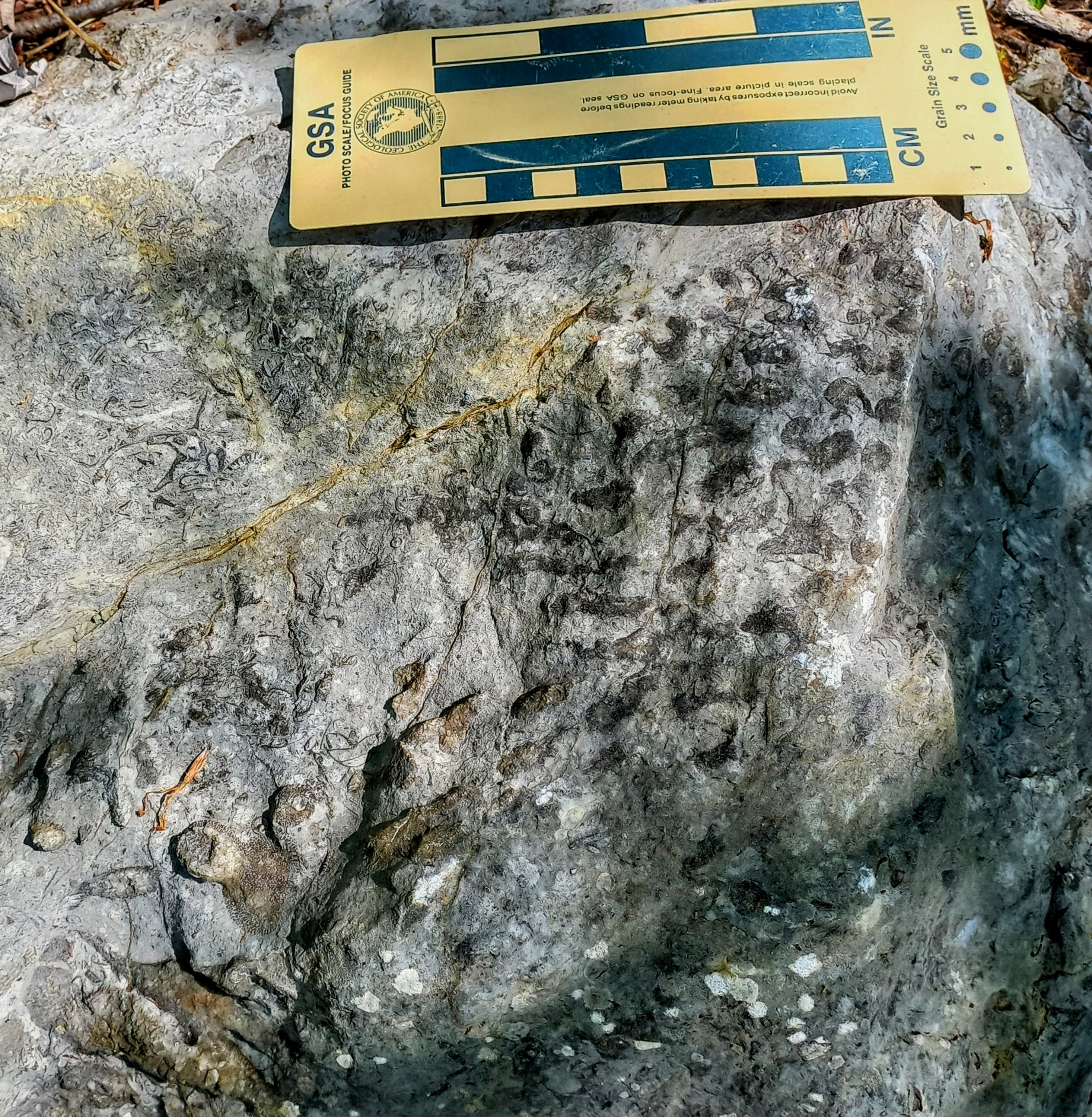
Piccola biocostruzione a coralli nella parte sommitale di un ciclo del Calcare di Zu (Monte Cornizzolo-Monte Rai, Alta Brianza).
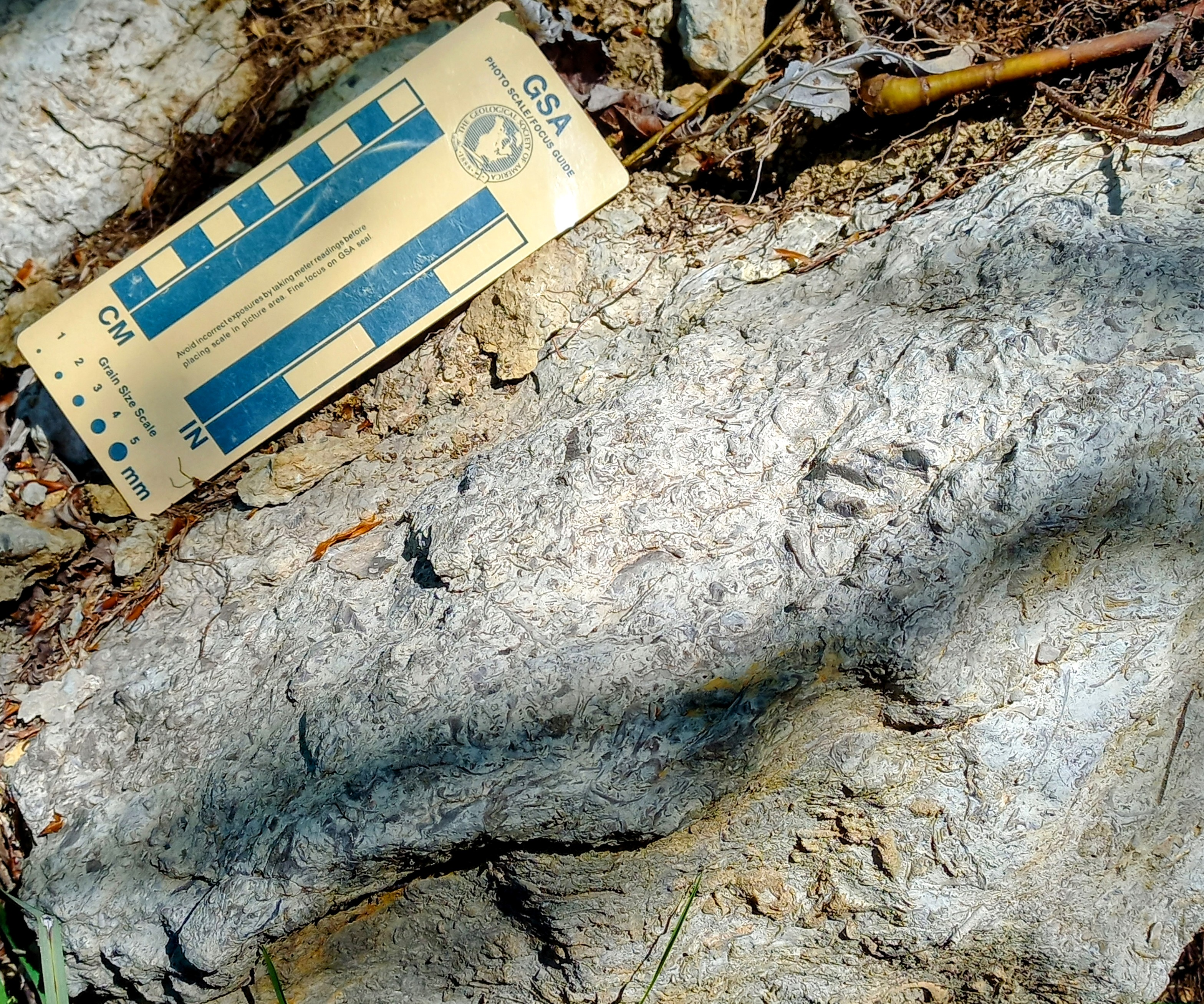
Livello di tempestite tra la sommità di un ciclo shallowing upward e la base del ciclo successivo (Monte Cornizzolo-Monte Rai, Alta Brianza).
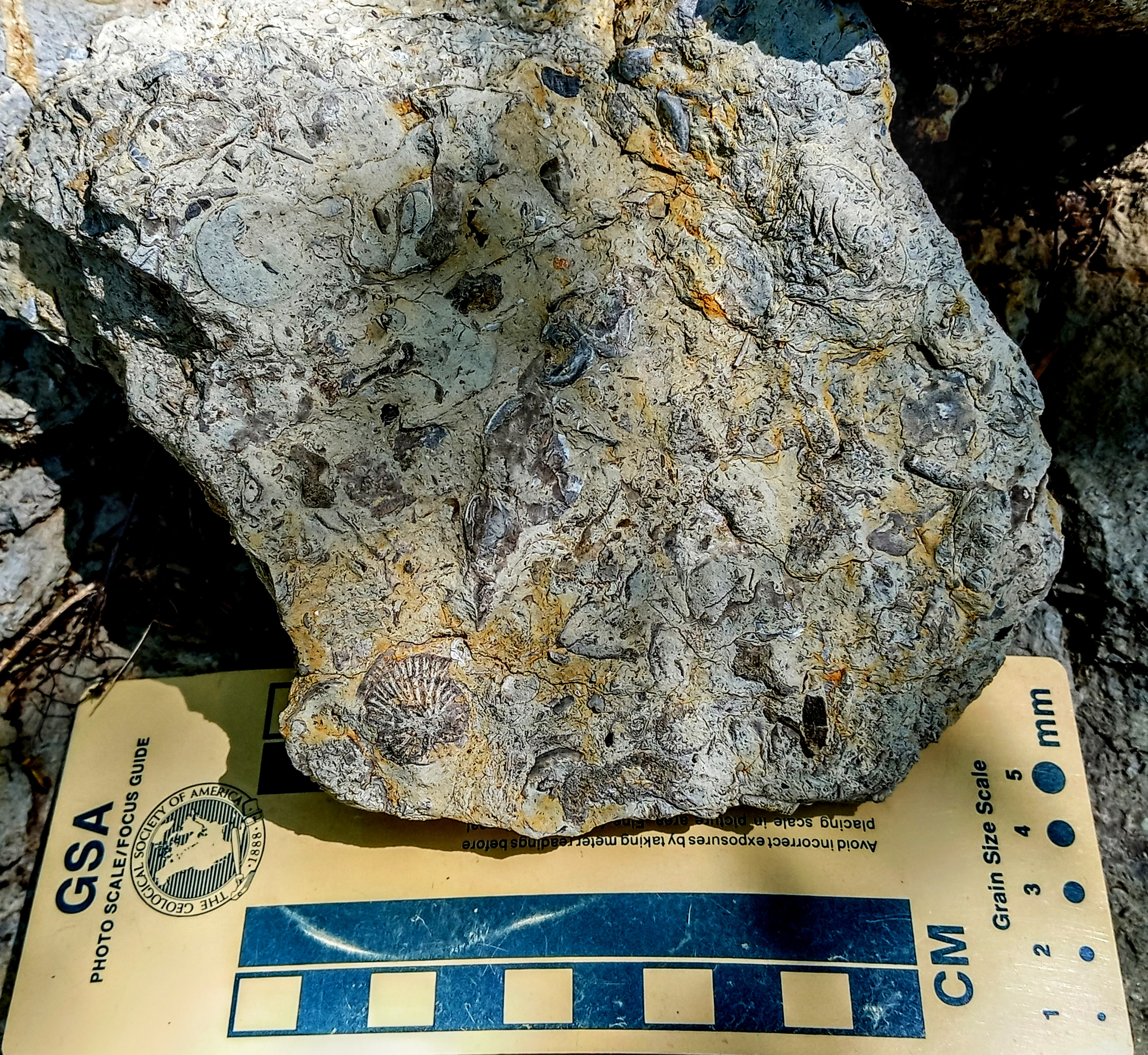
Frammento di un livello di tempestite, con molluschi e coralli rimaneggiati (Monte Cornizzolo-Monte Rai, Alta Brianza).
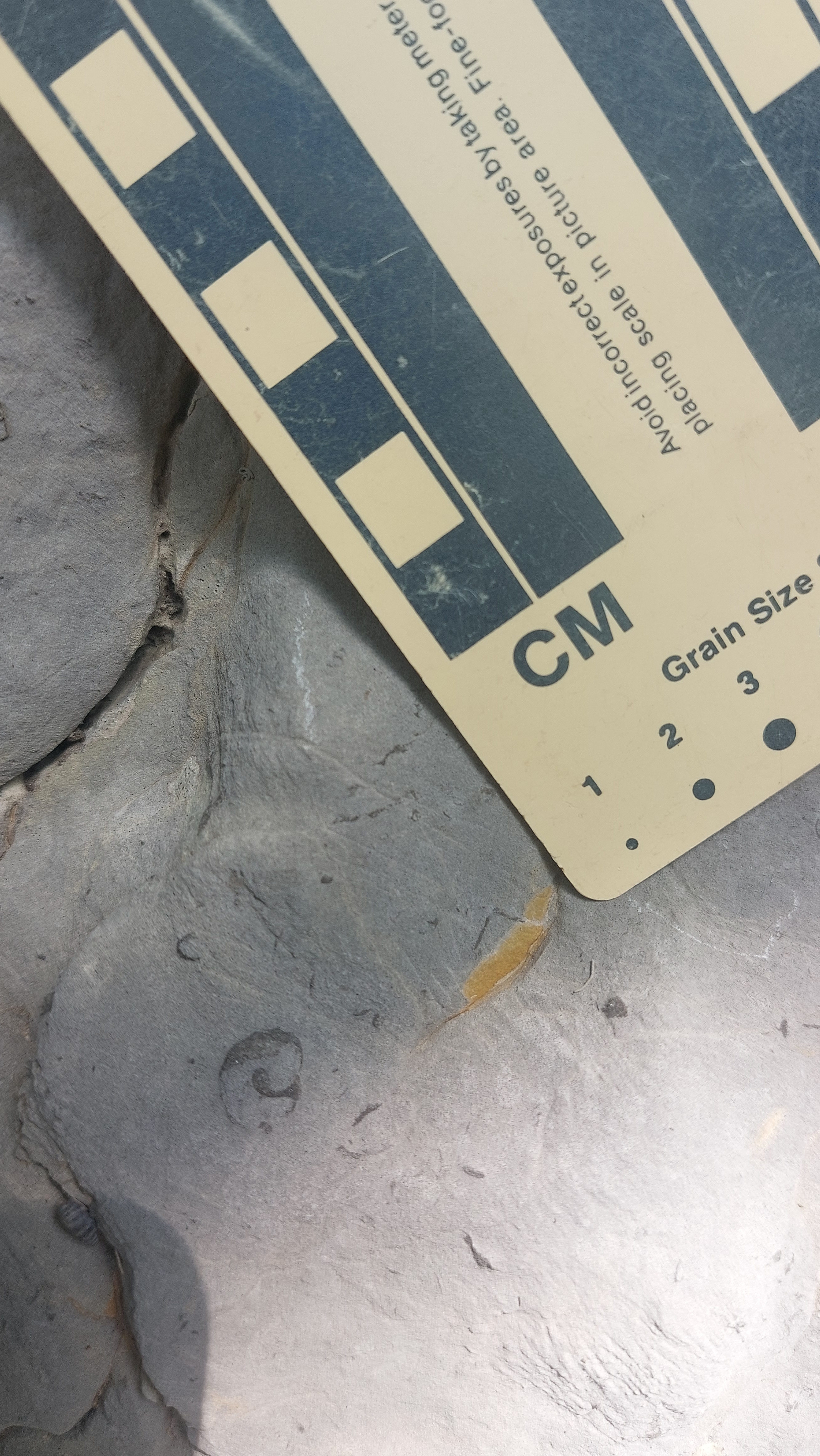
Facies fossilifere a molluschi (piccoli gasteropodi e lamellibranchi) nella parte medio-alta di un ciclo.
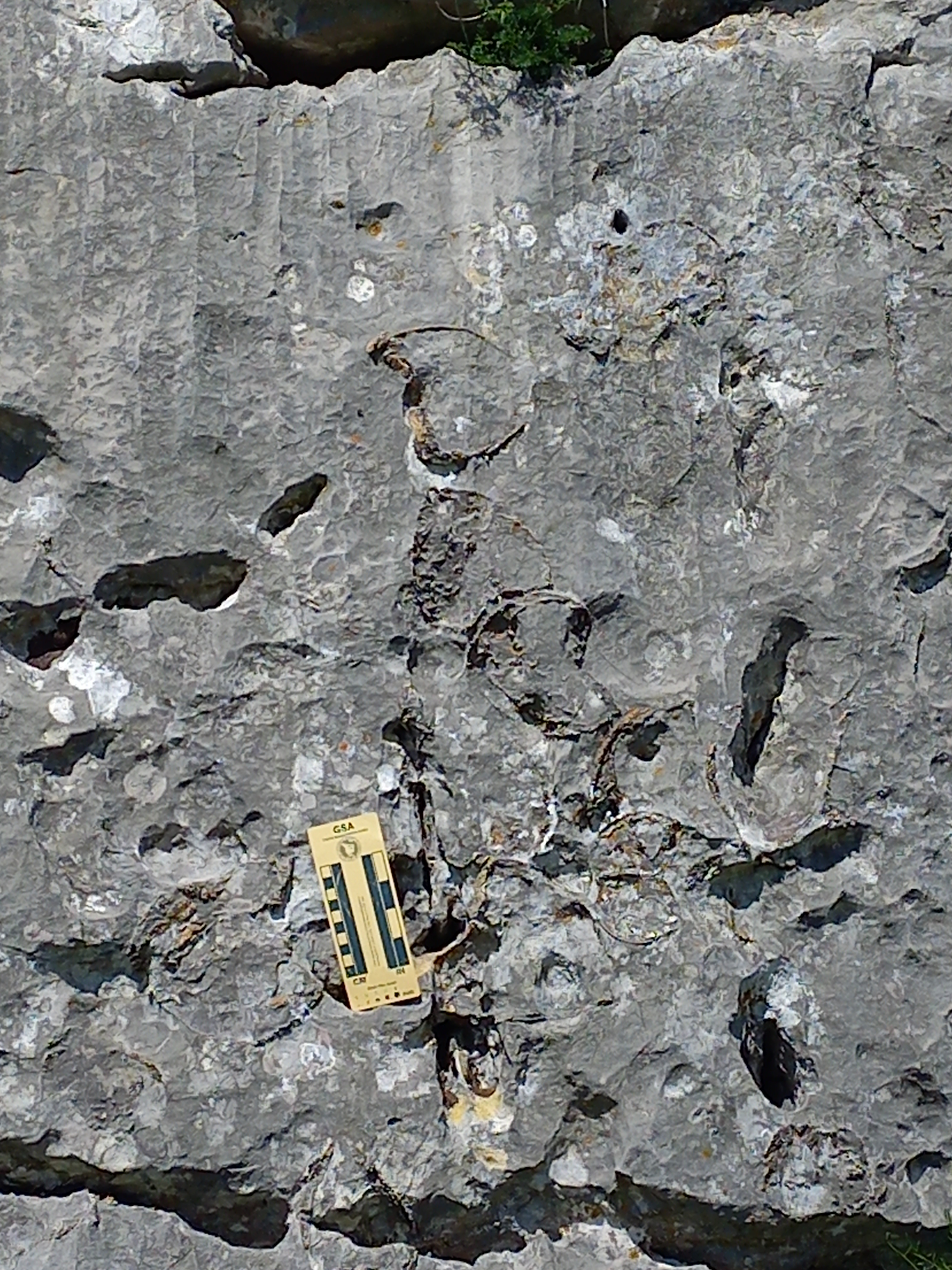
Banco a megalodontidi (Conchodon) nella parte alta del Calcare di Zu (Sasso Malascarpa)
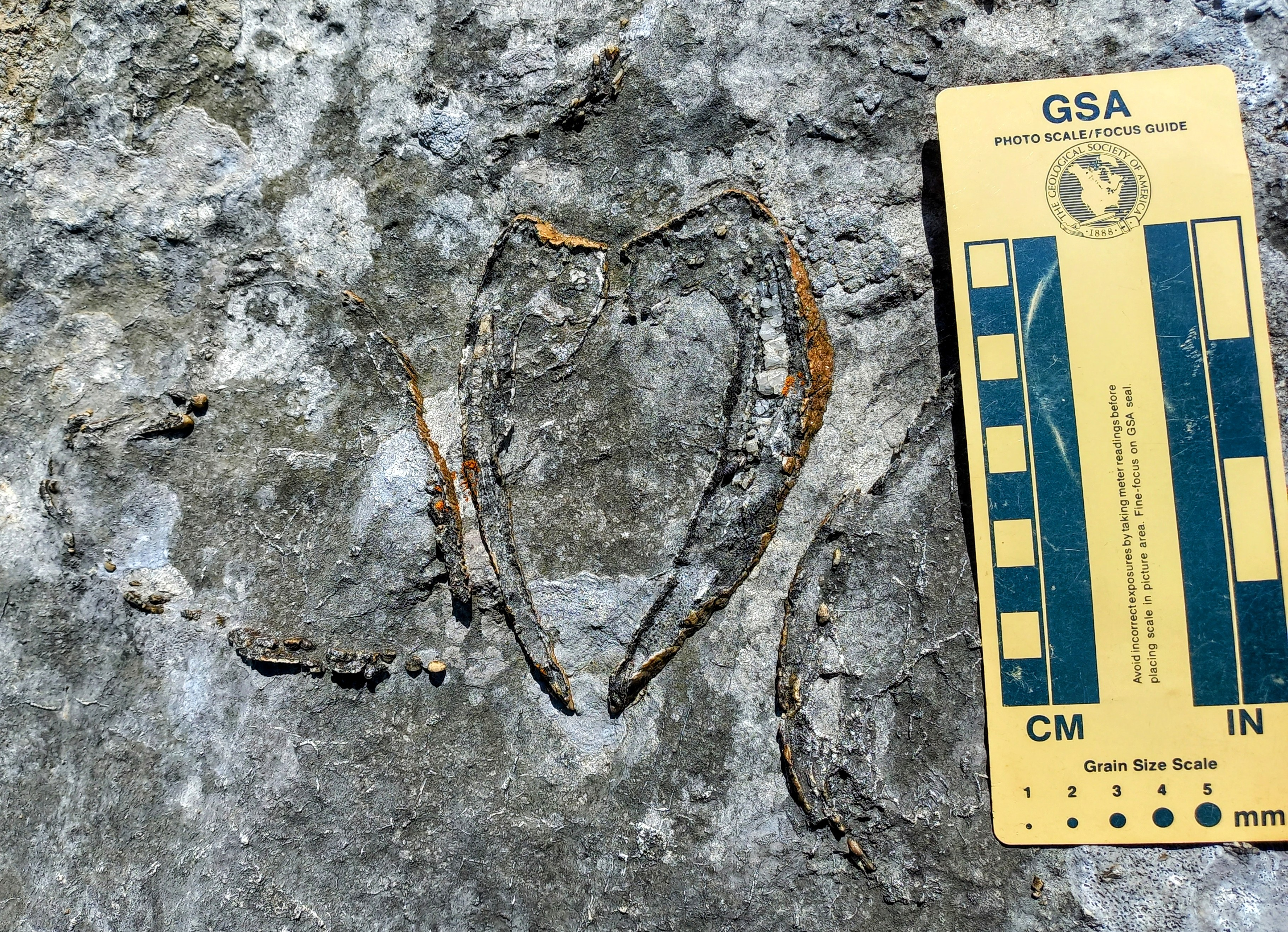
Grandi bivalvi (Conchodon). Sasso Malascarpa (Sasso Malascarpa, Alta Brianza).

## Ambiente sedimentario e significato paleoambientale

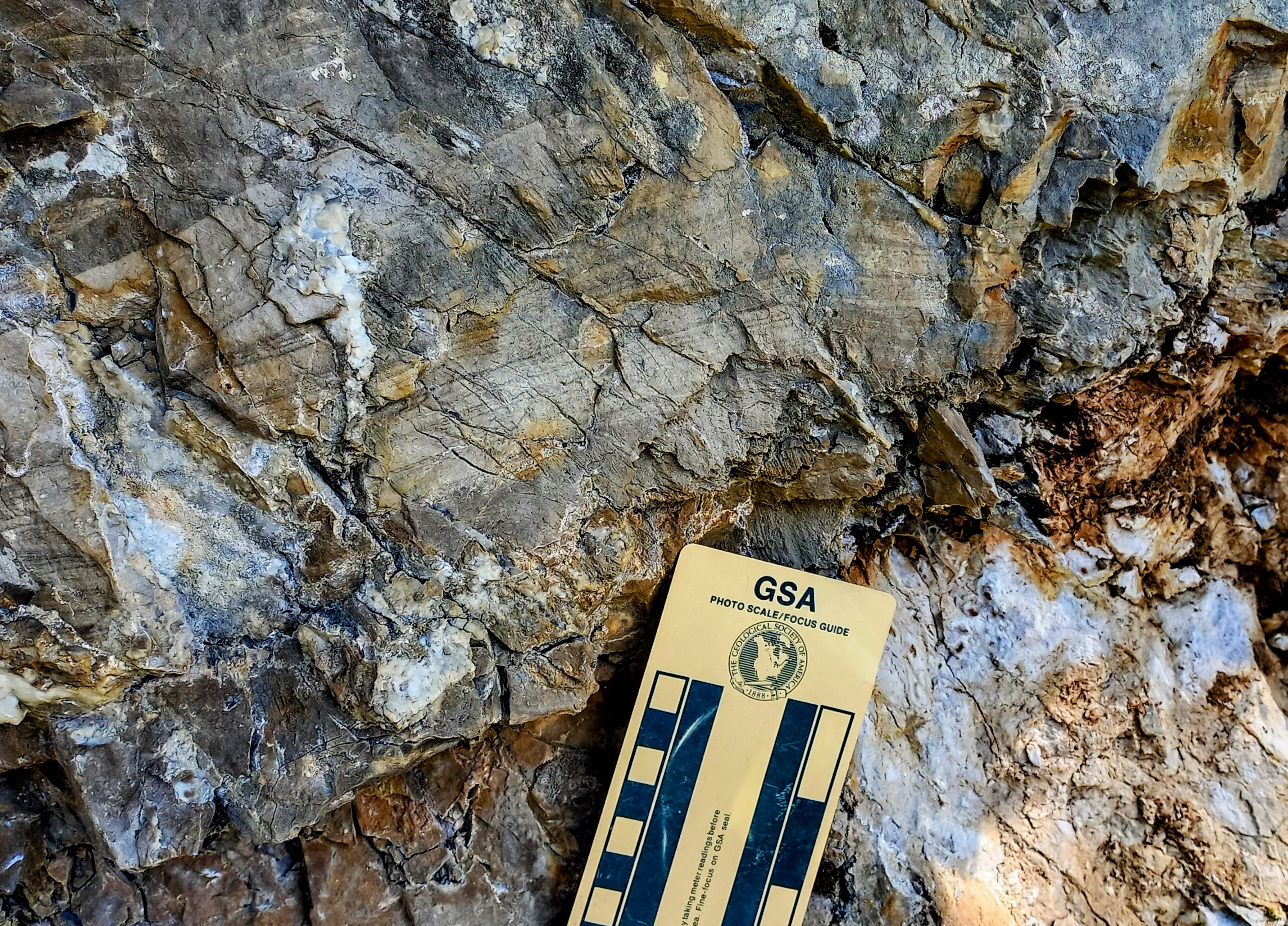
Laminazioni deformate in strutture a teepee. Parte alta di un ciclo del Calcare di Zu (Monte Rai, Alta Brianza).

L'associazione di facies sedimentologiche e le associazioni faunistiche rinvenute consentono di attribuire il Calcare di Zu a un ambiente deposizionale generalmente di bassa profondità; la parte bassa dei cicli shallowing upward si è deposta al di sotto della profondità di influenza delle onde normali ma entro la profondità di azione delle onde di tempesta (considerando la presenza di livelli di tempestiti), mentre verso l'alto aumenta la frazione carbonatica, granulometria del sedimento e la presenza di fossili, indicando una tendenza progradazionale con progressivo colmamento dello spazio disponibile per la sedimentazione. La presenza alla sommità dei cicli di poligoni di disseccamento (risultanti in sezione come strutture a teepee) e di orizzonti vacuolari (possibili noduli evaporitici) indica episodi di emersione.

Nel complesso, l'unità si inquadra in un contesto deposizionale di rampa a sedimentazione mista terrigeno-carbonatica da intermedia a prossimale. I due grandi cicli di progradazione regionale, culminanti nelle facies biocostruite a coralli, sono interpretati come variazioni relative del livello marino, consentendo di identificare due sequenze deposizionali.

## Rapporti stratigrafici e datazione
Il Calcare di Zu presenta gli spessori massimi, circa 1000 m, nella sua area tipo in corrispondenza della sponda bergamasca del Lago d'Iseo. A occidente lo spessore si riduce a circa 400–500 m nel Bergamasco occidentale e a circa 300 m nella Lombardia più occidentale (Lecchese e Comasco). A oriente si ha una riduzione di spessore analoga, da circa 600 m nel Bresciano fino a poche centinaia e decine di metri nell'area gardesana. Gli spessori sono in parte variabili a seconda dell'assetto fisiografico ereditato dalle sequenze precedenti, e la formazione presenta generalmente i massimi spessori negli stessi settori dell'Argillite di Riva di Solto e del Calcare di Zorzino. In Lombardia centrale (dal Lago di Como al Lago d'Iseo) la parte sommitale del Calcare di Zu è rappresentata da una serie di calcari micritici e calcareniti con interstrati marnoso-siltosi, sottilmente stratificati , con spessori totali molto limitati (15–25 m) e povera di macrofossili identificabili. In base al contenuto palinologico questo termine litostratigrafico è stato attribuito al Giurassico basale (Hettangiano inferiore), e rappresenterebbe un relativo approfondimento dell'ambiente di deposizione. Per tale unità, tradizionalmente compresa nel Calcare di Zu, è stata suggerita l'elevazione al rango formazionale col nome di Formazione di Malanotte (Galli et al., 2007).

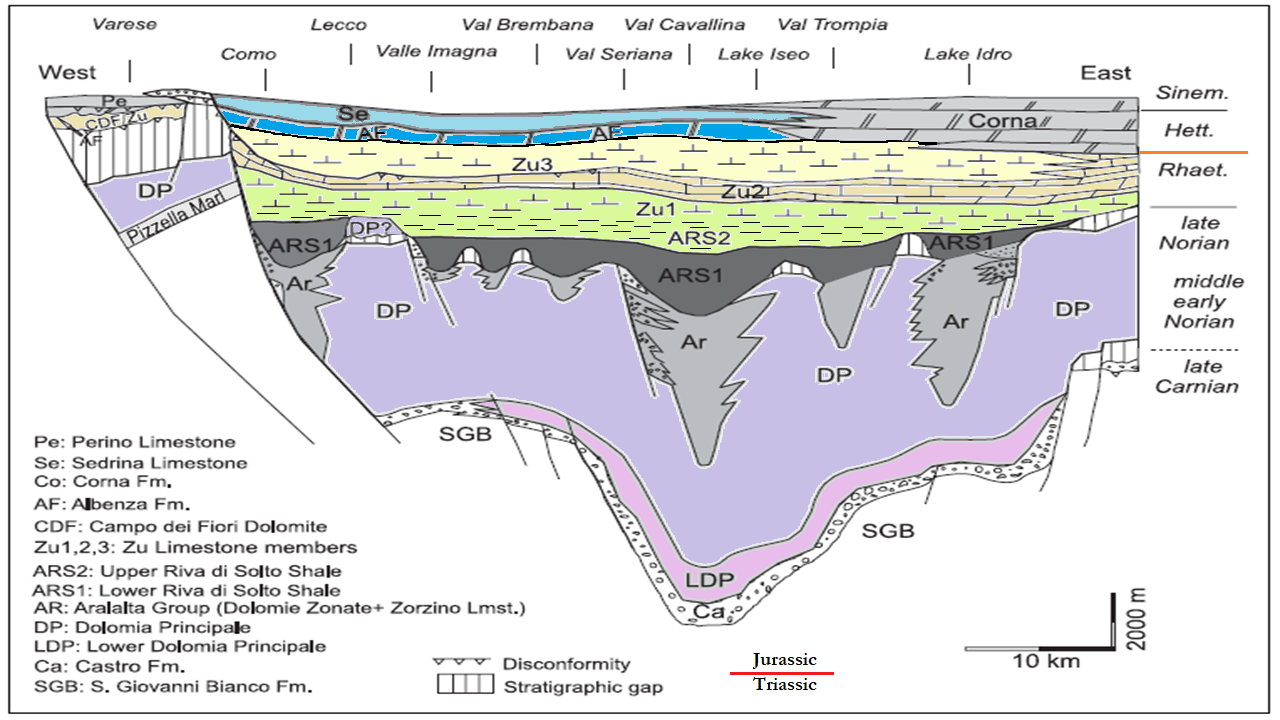
Schema stratigrafico che illustra la serie dal tardo Triassico (Norico-Retico) al Giurassico basale (Hettangiano-Sinemuriano) nelle Alpi meridionali in Lombardia, lungo una sezione est-ovest. È visibile la distribuzione delle facies riferite al Calcare di Zu (Zu1-3). La litozona inferiore (Zu1) non è distinta dalla litozona superiore dell'Argillite di Riva di Solto (ARS3) in quanto il limite è transizionale e di difficile identificazione.

### Esplicative
1. ↑  La terminologia in Inglese si riferisce alla classificazione di Dunham delle rocce carbonatiche.
2. ↑  In Inglese: diminuzione verso l'alto della profondità.
3. ↑  Animali che vivono infossati entro il sedimento di fondo.
4. ↑  Animali che vivono sulla superficie del sedimento di fondo.
5. ↑  Al 2025 ancora non formalizzata. Non è però stata distinta dal Calcare di Zu nella cartografia geologica alla scala 1/50000 e nelle note relative in quanto non cartografabile alla scala suddetta. Quindi se riferita al Calcare di Zu, quest'unità ne estenderebbe la datazione all'Hettangiano inferiore; se distinta come formazione limiterebbe il Calcare di Zu al Retico.

### Bibliografiche
1. ↑  Masetti et al. (1989), p. 410, fig. 7.
2. ↑  Masetti et al. (1989), p. 403, fig. 2.
3. ↑  Masetti et al. (1989), p. 411.
4. ↑  Stefani e Golfieri (1989), p. 33, fig. 3.
5. ↑  Masetti et al. (1989), p. 407, fig. 5.
6. ↑  Cassinis et al. (2011), pp. 70-73.
7. 1 2  Jadoul et al. (2012), pp. 101-102.
8. ↑  Masetti et al. (1989), pp. 409-410.
9. ↑  Masetti et al. (1989), p. 406-411.
10. ↑  Stefani e Golfieri (1989), pp. 35-36, fig. 4.
11. 1 2  Jadoul et al. (2012), pp. 102-103.
12. ↑  Galli et al. (2007), pp. 62-68.
13. ↑  Jadoul e Galli (2008), p. 455, fig. 2, modificata